# Football Club Cournon-d'Auvergne
 (mai 2023).
Le Football Club de Cournon-d'Auvergne est un club de football français situé à Cournon-d'Auvergne dans le Puy-de-Dôme.
Le club a disputé une trentaine de saisons en divisions nationales entre 1965 et 2017.

## Historique

### Années 1970
Le FC Cournon monte en Championnat de Division 3 en 1972, le plus haut niveau atteint de l'histoire du club. Ils finiront relégués à l'issue de la saison du Championnat de France de football de Division 3 1972-1973.

### Années 2010
Lors de la saison 2014/2015, le club joue en CFA 2 et termine 12e du championnat, synonyme de relégation en Division d'Honneur. Le club est sauvé in extremis par la relégation administrative du Vendée Poiré-sur-Vie Football. L'équipe est finalement reléguée au terme de la saison suivante en terminant de nouveau 12e et dernier du championnat.

## Identité du club

Logo jusqu'en 2020.
Logo de 2020 à 2025.

## Résultats sportifs

### Palmarès
Le club est champion d'Auvergne en 1965, 1972, 1978, 1996, 2005, 2009 et 2014.

### Coupe de France
- 1961 : 32e de finale : FACC - Girondins de Bordeaux
- 2005 : 32e de finale : FCCA - Football Club de Nantes

## Entraîneurs
- 1999 -2003 :  Thierry Coutard[2]